# Софтбол на літніх Олімпійських іграх 2020 — склади
У цій статті представлено склади збірних у змаганнях з софтболу на літніх Олімпійських іграх 2020. Кожна збірна складається з 15 гравчинь.

## Склади

### Австралія
Склад оголошено 1 липня 2021 року.

### Канада
Склад збірної Канади з 15 гравчинь оголошено 12 травня 2021 року.

### Італія
Склад оголошено 4 липня 2021 року.

### Японія
Склад оголошено 23 березня 2021 року.

### Мексика
Склад збірної Мексики оголошено 5 липня 2021 року.

### США
Склад збірної США оголошено 20 червня 2021 року.